# Antonio Farnese af Parma
Antonio Farnese (29. november 1679 – 20. januar 1731) var hertug af det lille hertugdømme Parma i Norditalien fra 1727 til 1731. Han var den ottende og sidste hertug af Parma, der tilhørte slægten Farnese.